# Belingen
Belingen ist eine Ortslage von Wengerohr, einem Stadtteil von Wittlich im Landkreis Bernkastel-Wittlich in Rheinland-Pfalz.

## Geschichte
Belingen und Berlingen  waren immer ein Teil von Bombogen. Diese drei Orte gehörten bis zum Ende des 18. Jahrhunderts zum kurtrierischen Amt Wittlich. In einer 1783 vom Trierer Kurfürsten Clemens Wenzeslaus veranlassten „Amtsbeschreibung“ wurden 13 Einwohner (Familien) in 13 Häusern verzeichnet. Alle waren kurtrierische Untertanen.
Nach der Eingliederung der bis dahin eigenständigen Gemeinde Bombogen in die Stadt Wittlich zum 7. Juni 1969 wurde Belingen dem Stadtteil Wengerohr zugeordnet. Die Hauptstraße Belingens ist die Belinger Straße.
Kirchlich gehört Belingen weiterhin zu Bombogen, einem weiteren Stadtteil Wittlichs.

## Sehenswürdigkeiten
In Belingen befinden sich Spuren einer Römerstraße, die ein Kulturdenkmal darstellen.
Des Weiteren ist die Alte Eiche in der Belinger Straße ein Naturdenkmal.